# Elizabeth Bracco

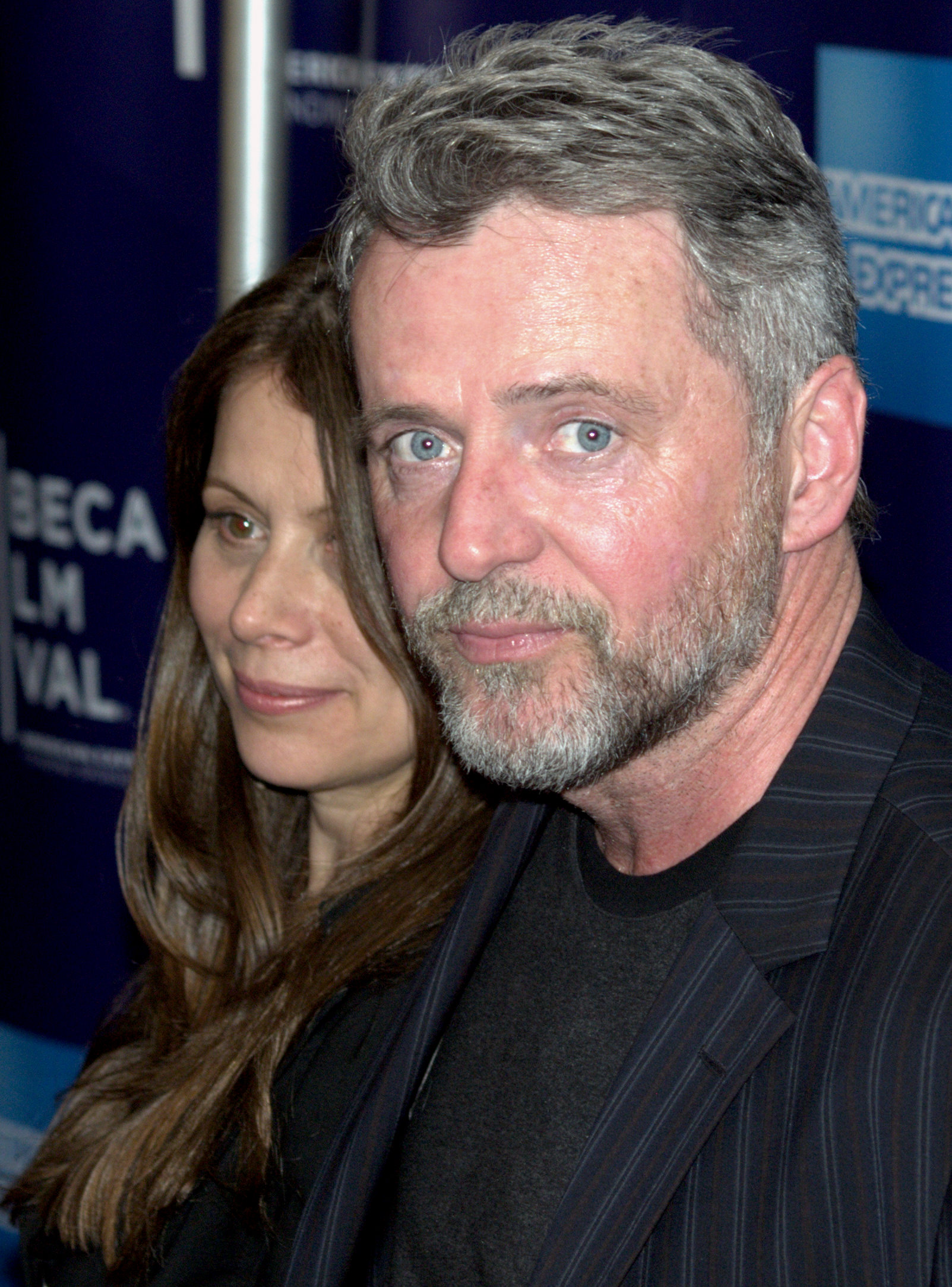
Elizabeth Bracco y Aidan Quinn en el estreno de Handsome Harry en el Festival de Cine de Tribeca de 2009.

Elizabeth Bracco (5 de noviembre de 1957) es una actriz estadounidense conocida por su papel como Marie Spatafore, esposa de Vito Spatafore, en la serie Los Soprano. Nació en Bay Ridge, Brooklyn, Nueva York. 
Ha aparecido en películas de cine independiente como Mystery Train, Louis & Frank y Trees Lounge, y ha tenido pequeños papeles en In the Soup, Stakeout, 13 Moons y The Impostors.
Es hermana de Lorraine Bracco, que también es actriz. Es de ascendencia italiana e inglesa. Está casada con el actor Aidan Quinn desde 1987, viven en Englewood y tienen dos hijas: Mia y Ava. Ava fue diagnosticada con autismo.
Después de Los Soprano, Bracco se retiró de la actuación para dedicarse a criar a sus hijas.

## Filmografía
- Los Soprano (8 episodios, 2006-2007)
- Interview (2007)
- 13 Moons (2002)
- Analyze This (1999)
- The 24 Hour Woman (1999)
- Louis & Frank (1998)
- The Impostors (1998)
- The First Wives Club (1996)
- Trees Lounge (1996)
- Closer to Home (1995)
- Alguien a quien amar (1994)
- Household Saints (1993)
- Money for Nothing (1993)
- In the Soup (1992)
- Jumpin' at the Boneyard (1992)
- Denial (1990)
- Mystery Train (1989)
- Sons (1989)
- Stakeout (1987)
- The Color of Money (1986)
- Crime Story (un episodio, 1986)